# Лаодика II
Вижте пояснителната страница за други личности с името Лаодика.
Лаодика II (на старогръцки: Λαοδίκη, Laodíkē; Laodice, 3 век пр.н.е.) е омъжена през 246 пр.н.е. за нейния братовчед Селевк II Калиник, цар на Сирия (246-226 пр.н.е.) от династията на Селевкидите, син на Антиох II Теос и Лаодика I.
Двамата имат два сина Селевк III Сотер и Антиох III Велики и две дъщери, Антиохида II, която се омъжва за Ксеркс, цар на Армения, и друга с непознато име.
Лаодика II е дъщеря на Андромах, вторият син на Ахей и внук на Селевк I Никатор и първата му съпруга Апама I. Тя е леля на генерал Ахей.